# Клясино (Ленинградская область)
Кля́сино (фин. Kläsinä) — деревня в Гостилицком сельском поселении Ломоносовского района Ленинградской области.

## История
Упоминается как деревня Klässina by в Заможском погосте в шведских «Писцовых книгах Ижорской земли» 1618—1623 годов.
На карте Ингерманландии А. И. Бергенгейма, составленной по шведским материалам 1676 года, обозначена деревня Glüsina.
На шведской «Генеральной карте провинции Ингерманландии» 1704 года — деревня Gläsina.
Деревня Глясина упомянута на «Географическом чертеже Ижорской земли» Адриана Шонбека 1705 года.
Деревня Клясино обозначена на карте Ингерманландии А. Ростовцева 1727 года.
На карте Санкт-Петербургской губернии Ф. Ф. Шуберта 1834 года обозначена деревня Клясино, состоящая из 36 крестьянских дворов.

КЛЯСИНО — деревня принадлежит девицам Сахаровым, число жителей по ревизии: 95 м. п., 97 ж. п. (1838 год)

Деревня Клясино из 36 дворов отмечена на карте профессора С. С. Куторги 1852 года.

КЛЯСИНО — деревня генерал-майора Лихонина, по просёлочной дороге, число дворов — 34, число душ — 88 м. п. (1856 год)

Согласно 10-й ревизии 1856 года деревня Клясино принадлежала помещику Оресту Селоновичу Лихонину.
Согласно «Топографической карте частей Санкт-Петербургской и Выборгской губерний» в 1860 году деревня называлась Клясина и состояла из 30 крестьянских дворов.

КЛЯСИНО — деревня владельческая при колодце, число дворов — 8, число жителей: 113 м. п., 100 ж. п. (1862 год)

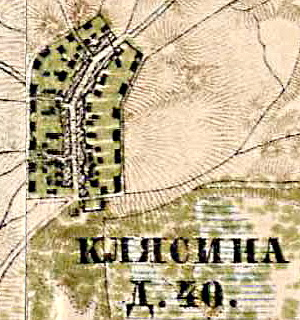
План деревни Клясино. 1885 год

В 1885 году деревня Клясина насчитывала 40 дворов.
В конце XIX века деревня административно относилась к Медушской волости 2-го стана Петергофского уезда Санкт-Петербургской губернии, в начале XX века — 3-го стана. По приходским данным население деревни было смешанным — финско-русским.
К 1913 году количество дворов в деревне увеличилось до 41.
С 1917 по 1923 год деревня Клясино входила в состав Клясинского сельсовета Медушской волости Петергофского уезда.
С 1923 года в составе Троцкого уезда.
С 1924 года в составе Боровского сельсовета.
С 1926 года в составе Модолицкого сельсовета. Согласно данным переписи населения СССР 1926 года в деревне Клясино проживали 234 человека — большинство русские, а также финны и эстонцы.
С февраля 1927 года в составе Гостилицкой волости. С августа 1927 года в составе Ораниенбаумского района.
В 1928 году население деревни Клясино также составляло 234 человека.
С 1930 года в составе Дятлицкого сельсовета.

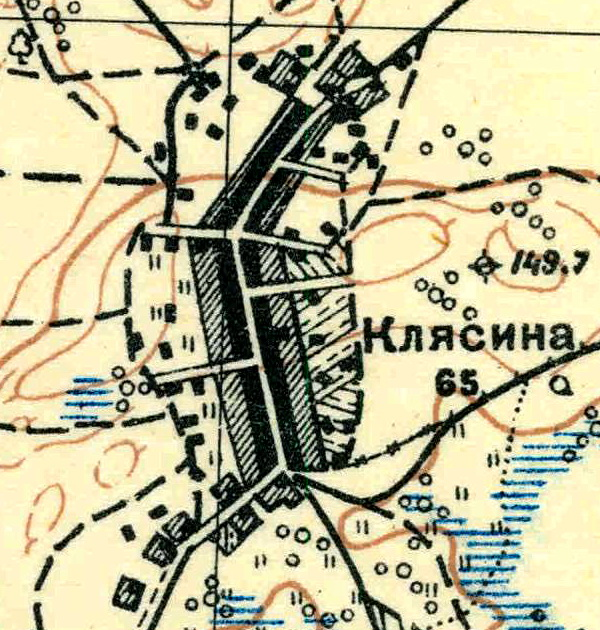
План деревни Клясино. 1931 год

Согласно топографической карте 1931 года деревня называлась Клясина и насчитывала 65 дворов.
По данным 1933 года деревня называлась Млясино и входила в состав Гостилицкого сельсовета Ораниенбаумского района.
Деревня была освобождена от немецко-фашистских оккупантов 26 января 1944 года.
С 1960 года в составе Гостилицкого сельсовета.
С 1963 года в составе Гатчинского района.
С 1965 года вновь в составе Ломоносовского района. В 1965 году население деревни Клясино составляло 54 человека.
По данным 1966, 1973 и 1990 годов деревня Клясино также входила в состав Гостилицкого сельсовета.
В 1997 году в деревне Клясино Гостилицкой волости проживали 2 человека, в 2002 году — 3 человека (русские — 67 %, украинцы — 33 %), в 2007 году — 6.

## География
Деревня расположена в южной части района на автодороге 41К-015 (Анташи — Красное Село), к югу от административного центра поселения, деревни Гостилицы.
Расстояние до административного центра поселения — 14 км.
Расстояние до ближайшей железнодорожной станции Ораниенбаум I — 39 км.

## Демография
| 1862 | 2002 | 2007 | 2010 | 2017 |
| ---- | ---- | ---- | ---- | ---- |
| 213  | ↘3   | ↗6   | ↗13  | ↘11  |

## Улицы
Дачный проезд

## Садоводства
Заозерное